# Lokia
Genre
Lokia est un genre d'insectes de la famille des Libellulidae appartenant au sous-ordre des anisoptères dans l'ordre des odonates. Il comprend sept espèces.

## Espèces du genreLokia
- Lokia circe (Ris, 1910)
- Lokia coryndoni Fraser, 1953
- Lokia ellioti Lieftinck, 1969
- Lokia erythromelas (Ris, 1910)
- Lokia gamblesi Lieftinck, 1969
- Lokia incongruens (Karsch, 1893)
- Lokia modesta (Ris, 1910)